# Gelastorhinus insulans
Gelastorhinus insulans är en insektsart som beskrevs av Bei-bienko 1966. Gelastorhinus insulans ingår i släktet Gelastorhinus och familjen gräshoppor. Inga underarter finns listade i Catalogue of Life.